# 华安区
华安区，齐齐哈尔市旧区名。1961年由齐齐哈尔市碾子山地区设置。在今黑龙江省齐齐哈尔市区以外西部区地。1983年改名碾子山区。